# Tramwaje w Sóller

Schemat linii tramwajowej w Sóller

Tramwaje w Sóller − system komunikacji tramwajowej działający w hiszpańskim mieście Sóller na Majorce. 

## Historia
Tramwaje w Sóller uruchomiono 4 października 1913. Linia o szerokości toru 914 mm i długości 4,8 km połączyła Port de Sóller z Sóller. Napięcie w sieci wynosi 600V. Tramwaje w Sóller przewoziły także towary do portu. Obecnie linia tramwajowa pełni funkcję atrakcji turystycznej.

## Tabor
Tramwaje eksploatowane w Sóller część z nich pochodzi z 1913, a są to:
- 3 wagony silnikowe z 1913, o nr 1 − 3
- 2 wagony doczepne z 1913, o nr 5 − 6
- 5 wagonów silnikowych pozyskanych z Lizbony na początku lat 90. XX w., o nr 20 − 24.